# Dieter Hülsmanns
Dieter Hülsmanns (* 11. November 1940 in Düsseldorf; † 2. Mai 1981 ebenda) war ein deutscher Verleger und Schriftsteller.

## Leben
Dieter Hülsmanns war der Sohn eines Kaufmanns. Nach dem Besuch des Gymnasiums, das er teilweise in einem Internat absolvierte, begann er eine Verwaltungsausbildung. Nach Aufenthalten in Frankreich und Belgien wechselte er zu einer kaufmännischen Lehre. Anschließend gehörte er der Feuilletonredaktion der Jüdischen Allgemeinen an. Von 1967 bis zu seinem Tod war er Mitinhaber und Leiter des Kleinverlages „Eremitenpresse“.
Dieter Hülsmanns veröffentlichte Prosa und Gedichte. Sein Werk ist stark beeinflusst vom französischen Surrealismus, insbesondere von dessen Erotomanie und der pathologischen Radikalität des von Hülsmanns teilweise ins Deutsche übersetzten Autors Antonin Artaud.

## Werke
- Hommage, Stierstadt im Taunus 1961
- Les braguettes de la crapaudine ou Saint-Just et moi-même, Luxemburg 1962
- Bourreau de la communauté, Stuttgart 1963
- Paroxysmus, Flensburg-Mürwik 1963
- Poesie der Grausamkeit, Hannover 1964 (zusammen mit Bernard Schultze)
- Staatsbahnen und andere Texte, Frankfurt am Main 1965 (zusammen mit Hartwin Gromes und Vagelis Tsakiridis)
- Vakher. Verlag Eremiten-Presse, Stierstadt im Taunus 1965, Fragment. Vollständige Neuausgabe: Melzer, Darmstadt 1966.
- Das Werden eines Garis, Köln 1965
- Erinnerungen eines Erotomanen, Köln 1966
- Der Flaum des Hungers, Köln 1966
- Juspa und Simone, Köln 1966
- KarlKarla, Düsseldorf 1982

## Herausgeberschaft
- Eremitage oder Herzblättchens Zeitvertreib, Stierstadt i. Ts. 1969 (herausgegeben zusammen mit Friedolin Reske)
- Karl Otto Götz: Ein Lachen ohne Mund, Köln 1966
- Aller Lüste Anfang, Stierstadt i. Ts. 1971 (herausgegeben zusammen mit Friedolin Reske)
- Schaden, spenden, Stierstadt [u. a.] 1972 (herausgegeben zusammen mit Friedolin Reske)
- Ein gutes Büchel ist der Seel ein Küchel, Düsseldorf 1974 (herausgegeben zusammen mit Friedolin Reske)
- Gratuliere, Düsseldorf 1976 (herausgegeben zusammen mit Friedolin Reske)
- Unartige Bräuche, Verlag Eremiten-Presse, Düsseldorf 1976 (herausgegeben zusammen mit Friedolin Reske) ISBN 3-87365-090-8.

## Übersetzungen
- Antonin Artaud: Die Nervenwaage und andere Texte, Frankfurt am Main 1964 (übersetzt zusammen mit Friedolin Reske)
- Antonin Artaud: Texte und Briefe, Köln 1967 (übersetzt zusammen mit Friedolin Reske)

| Personendaten    | Personendaten                         |
| ---------------- | ------------------------------------- |
| NAME             | Hülsmanns, Dieter                     |
| KURZBESCHREIBUNG | deutscher Verleger und Schriftsteller |
| GEBURTSDATUM     | 11. November 1940                     |
| GEBURTSORT       | Düsseldorf                            |
| STERBEDATUM      | 2. Mai 1981                           |
| STERBEORT        | Düsseldorf                            |